# Lanzas Agudas
Lanzas Agudas es una entidad de población española del municipio de Valle de Carranza, perteneciente a la provincia de Vizcaya, en la comunidad autónoma del País Vasco.

## Historia
Hacia mediados del siglo XIX, el lugar ya pertenecía al ayuntamiento de Valle de Carranza. Aparece descrito en el décimo volumen del Diccionario geográfico-estadístico-histórico de España y sus posesiones de Ultramar de Pascual Madoz con las siguientes palabras:

LANZAS AGUDAS: barriada ó l. en la prov. de Vizcaya, part. jud. de Valmaseda, térm. del valle y ayunt. de Carranza: tiene igl. parr. (Santiago) de entrada, servida por un beneficiado de provision del pueblo.
(Madoz, 1847, p. 72)

En 2022, tenía empadronados sesenta habitantes.

## Patrimonio
Hay en el lugar una iglesia de Santiago.